# Festival di Berlino 2011
La 61ª edizione del Festival internazionale del cinema di Berlino si è svolta a Berlino dal 10 al 20 febbraio 2011, con il Theater am Potsdamer Platz come sede principale. Direttore del festival è stato per il decimo anno Dieter Kosslick.
L'Orso d'oro è stato assegnato al film iraniano Una separazione di Asghar Farhadi.
L'Orso d'oro alla carriera è stato assegnato all'attore Armin Mueller-Stahl, al quale è stata dedicata la sezione "Homage", mentre la Berlinale Kamera è stata assegnata all'archivista Lia van Leer, fondatrice della Haifa Cinematheque, della Jerusalem Cinematheque e del Jerusalem Film Festival, al musicista e attore Harry Belafonte, a Franz e Rosemarie Stadler e a Jérôme Clément, fondatori rispettivamente del cinema Filmkunst66 di Berlino e del canale televisivo arte.
Il festival è stato aperto dal film fuori concorso Il Grinta di Joel ed Ethan Coen.
La retrospettiva di questa edizione è stata dedicata al cineasta e drammaturgo svedese Ingmar Bergman.
Nella sezione "Berlinale Special" è stato ricordato il regista e sceneggiatore italiano Mario Monicelli, scomparso quattro mesi prima, con la proiezione de Il marchese del Grillo (Orso d'argento nel 1982).

## Giurie

### Giuria internazionale
- Isabella Rossellini, attrice (Italia) - Presidente di giuria[7]
- Jan Chapman, produttrice (Australia)
- Nina Hoss, attrice (Germania)
- Aamir Khan, attore e produttore (India)
- Guy Maddin, regista e sceneggiatore (Canada)
- Jafar Panahi, regista, sceneggiatore, produttore e montatore (Iran)
- Sandy Powell, costumista (Regno Unito)

### Giuria "Opera prima"
- Bettina Brokemper, produttrice (Germania)[7]
- Assaf Gavron, scrittore e musicista (Israele)
- Michèle Ohayon, regista e produttrice (Marocco)

### Giuria "Cortometraggi"
- Renen Schorr, regista, sceneggiatore e produttore (Israele)[7]
- Nan Goldin, fotografa (Stati Uniti)
- Ibrahim Letaief, regista, sceneggiatore e produttore (Tunisia)

### Giurie "Generation"

#### Kinderjury/Jugendjury
Gli Orsi di cristallo sono stati assegnati da due giurie nazionali, la Kinderjury per la sezione "Kplus" e la Jugendjury per la sezione "14plus", composte rispettivamente da undici membri di 11-14 anni e sette membri di 14-18 anni selezionati dalla direzione del festival attraverso questionari inviati l'anno precedente.

#### Giuria internazionale
Nella sezione "Kplus" il Grand Prix e lo Special Prize sono stati assegnati da una giuria internazionale composta dalla regista Mabel Cheung (Hong Kong), l'attore, regista e sceneggiatore Taika Waititi (Nuova Zelanda), l'animatore Felix Gönnert (Germania), la regista, sceneggiatrice e produttrice Rachel Perkins (Australia) e lo storico del cinema Jonathan Davis (Regno Unito).

## Selezione ufficiale

### In concorso
- Our Grand Despair (Bizim Büyük Çaresizligimiz), regia di Seyfi Teoman (Turchia, Germania, Paesi Bassi)
- Il cavallo di Torino (A torinói ló), regia di Béla Tarr e Ágnes Hranitzky (Ungheria, Francia, Germania, Svizzera, USA)
- Les contes de la nuit, regia di Michel Ocelot (Francia)
- Coriolanus, regia di Ralph Fiennes (Regno Unito)
- La faida (The Forgiveness of Blood), regia di Joshua Marston (USA, Albania, Danimarca, Italia)
- The Future, regia di Miranda July (Germania, USA, Francia)
- Lipstikka, regia di Jonathan Sagall (Israele, Regno Unito)
- Margin Call, regia di J.C. Chandor (USA)
- Un mundo misterioso, regia di Rodrigo Moreno (Argentina)
- El premio, regia di Paula Markovitch (Messico, Francia, Polonia, Germania)
- Saranghanda, saranghaji anneunda, regia di Yoon-ki Lee (Corea del Sud)
- Schlafkrankheit, regia di Ulrich Köhler (Germania, Francia, Paesi Bassi)
- Una separazione (Jodāyi-e Nāder az Simin), regia di Asghar Farhadi (Iran)
- V subbotu, regia di Aleksandr Mindadze (Russia, Germania, Ucraina)
- Wer wenn nicht wir, regia di Andres Veiel (Germania)
- Yelling to the Sky, regia di Victoria Mahoney (USA)

### Fuori concorso
- Almanya - La mia famiglia va in Germania (Almanya - Willkommen in Deutschland), regia di Yasemin Samdereli (Germania)
- Le donne del 6º piano (Les femmes du 6e étage), regia di Philippe Le Guay (Francia)
- Il mio miglior nemico (Mein bester Feind), regia di Wolfgang Murnberger (Austria, Lussemburgo)
- Pina, regia di Wim Wenders (Germania, Francia)
- Il Grinta (True Grit), regia di Joel ed Ethan Coen (USA)
- Unknown - Senza identità (Unknown), regia di Jaume Collet-Serra (Regno Unito, Germania, USA, Francia)

### Proiezione speciale
- Cave of Forgotten Dreams, regia di Werner Herzog (Canada, USA, Francia, Germania, Regno Unito)
- Offside, regia di Jafar Panahi (Iran)

### Cortometraggi
- 15 iulie, regia di Cristi Iftime (Romania)
- Apele tac, regia di Anca Miruna Lazarescu (Germania, Romania)
- Ashley/Amber, regia di Rebecca Rojer (USA)
- Återfödelsen, regia di Hugo Lilja (Svezia)
- Back by 6, regia di Peter Connelly (Belgio)
- La calma, regia di Fernando Vílchez Rodríguez (Perù)
- Cleaning up the Studio, regia di Christian Jankowski (Corea del Sud)
- La Ducha, regia di Pepa San Martín (Cile)
- Erdö, regia di György Mór Kárpáti (Ungheria)
- Fragen an meinen Vater, regia di Konrad Mühe (Germania)
- Green Crayons, regia di Kazik Radwanski (Canada)
- Heavy Heads, regia di Helena Frank (Danimarca)
- Paranmanjang, regia di Park Chan-kyong e Park Chan-wook (Corea del Sud)
- Pera Berbangê, regia di Arin Inan Arslan (Turchia)
- Planet Z, regia di Momoko Seto (Francia)
- Pu-seo-jin bam, regia di Yang Hyo-joo (Corea del Sud)
- Rao yi sheng, regia di Alexej Tchernyi e Wu Zhi (Cina, Germania)
- Scenes from the Suburbs, regia di Spike Jonze (USA)
- Sju dagar i skogen, regia di Peter Larsson (Svezia)
- Stick Climbing, regia di Daniel Zimmermann (Austria, Svizzera)
- Sudsanan, regia di Pimpaka Towira (Thailandia)
- Susya, regia di Yoav Gross e Dani Rosenberg (Israele, Palestina)
- Switez, regia di Kamil Polak (Polonia, Svizzera, Francia, Canada, Danimarca)
- Tomorrow Everything Will Be Alright, regia di Akram Zaatari (Libano, Regno Unito)
- Untying the Knot, regia di Jafar Panahi (Iran)
- Woman Waiting, regia di Antoine Bourges (Canada)

### Berlinale Special
- Das Mädchen Rosemarie, regia di Bernd Eichinger (Germania)
- Escuchando al juez Garzón, regia di Isabel Coixet (Spagna)
- Gianni e le donne, regia di Gianni Di Gregorio (Italia)
- Il marchese del Grillo, regia di Mario Monicelli (Italia, Francia)
- Late Bloomers, regia di Julie Gavras (Francia, Belgio, Regno Unito)
- Lia, regia di Tali Goldenberg (Israele)
- Sing Your Song, regia di Susanne Rostock (USA)
- Taxi Driver, regia di Martin Scorsese (USA)
- Il discorso del re (The King's Speech), regia di Tom Hooper (Regno Unito, USA, Australia)
- Toast, regia di S.J. Clarkson (Regno Unito)
- Sacrifice (Zhao shi gu er), regia di Kaige Chen (Cina)

### Panorama
- 7 Khoon Maaf, regia di Vishal Bhardwaj (India)
- The Advocate for Fagdom, regia di Angélique Bosio (Francia)
- Amador, regia di Fernando León de Aranoa (Spagna)
- Barzakh, regia di Mantas Kvedaravicius (Lituania, Finlandia)
- The Bengali Detective, regia di Philip Cox (USA, Regno Unito, India)
- The Big Eden, regia di Peter Dörfler (Germania)
- The Black Power Mixtape 1967-1975, regia di Göran Olsson (Svezia, USA)
- Bombay Beach, regia di Alma Har'el (USA)
- Brasch - Das Wünschen und das Fürchten, regia di Christoph Rüter (Germania)
- Bullhead - La vincente ascesa di Jacky (Rundskop), regia di Michaël R. Roskam (Belgio, Paesi Bassi)
- Byakuyakô, regia di Yoshihiro Fukagawa (Giappone)
- Il cerchio (Dayereh), regia di Jafar Panahi (Iran, Italia, Svizzera)
- Changpihae, regia di Kim Soo-hyeon (Corea del Sud)
- Daenseutawoon, regia di Jeon Kyu-hwan (Corea del Sud)
- Dernier étage gauche gauche, regia di Angelo Cianci (Francia, Lussemburgo)
- The Devil's Double, regia di Lee Tamahori (Belgio, Paesi Bassi)
- Fjellet, regia di Ole Giæver (Norvegia)
- Gandu, regia di Qaushiq Mukherjee (India)
- Here, regia di Braden King (USA)
- homo@lv, regia di Kaspars Goba (Lettonia)
- House of Shame: Chantal All Night Long, regia di J. Jackie Baier (Germania)
- How Are You, regia di Jannik Splidsboel (Danimarca)
- Im Himmel, unter der Erde - Der jüdische Friedhof Weißensee, regia di Britta Wauer (Germania)
- Die Jungs vom Bahnhof Zoo, regia di Rosa von Praunheim (Germania)
- Khodorkovsky, regia di Cyril Tuschi (Germania)
- Leicht muss man sein, fliegen muss man können, regia di Annette Frick (Germania)
- Lo Roim Alaich, regia di Michal Aviad (Israele, Germania)
- Majki, regia di Milčo Mančevski (Macedonia, Francia, Bulgaria)
- Mama Africa, regia di Mika Kaurismäki (Finlandia, Germania, Sudafrica, Francia)
- Man at Sea, regia di Constantine Giannaris (Grecia)
- Medianeras - Innamorarsi a Buenos Aires (Medianeras), regia di Gustavo Taretto (Argentina, Spagna, Germania)
- Mishen, regia di Aleksandr Zeldovich (Russia)
- Mondo Lux - Die Bilderwelten des Werner Schroeter, regia di Elfi Mikesch (Germania)
- The Mortician, regia di Gareth Maxwell Roberts (Regno Unito)
- Off Beat, regia di Jan Gassmann (Svizzera)
- Un poliziotto da happy hour (The Guard), regia di John Michael McDonagh (Irlanda)
- Porno Melodrama, regia di Romas Zabarauskas (Lituania, Francia, Finlandia)
- Qualunquemente, regia di Giulio Manfredonia (Italia)
- The Queen Has No Crown, regia di Tomer Heymann (Israele)
- Romeos, regia di Sabine Bernardi (Germania)
- Sala samobójców, regia di Jan Komasa (Polonia)
- Spring, regia di Hong Khaou (Regno Unito)
- También la lluvia, regia di Icíar Bollaín (Spagna, Francia, Messico)
- Tomboy, regia di Céline Sciamma (Francia)
- Tropa de Elite 2 - Il nemico è un altro (Tropa de Elite 2: O Inimigo Agora é Outro), regia di José Padilha (Brasile)
- Über uns das All, regia di Jan Schomburg (Germania)
- The Unjust (Boo-dang-geo-rae), regia di Ryoo Seung-wan (Corea del Sud)
- Vampire, regia di Shunji Iwai (USA, Giappone)
- Die Vaterlosen, regia di Marie Kreutzer (Austria)
- La vita in un giorno (Life in a Day), regia di Loressa Clisby e Kevin Macdonald (Regno Unito, USA)
- Warum Madame Warum, regia di Michael Bidner e John Edward Heys (Germania)
- We Were Here, regia di David Weissman (USA)
- Women Art Revolution, regia di Lynn Hershman-Leeson (USA)
- Zai yi qi, regia di Liang Zhao (Hong Kong)

### Forum
- Akujo no kisetsu, regia di Minoru Shibuya (Giappone)
- Amnistia, regia di Bujar Alimani (Albania, Grecia, Francia)
- Art History, regia di Joe Swanberg (USA)
- Ausente - Assente (Ausente), regia di Marco Berger (Argentina)
- The Ballad of Genesis and Lady Jaye, regia di Marie Losier (USA, Germania, Francia, Regno Unito, Belgio, Paesi Bassi)
- Brownian Movement, regia di Nanouk Leopold (Paesi Bassi)
- Cheonggyecheon Medley, regia di Kelvin Kyung Kun Park (Corea del Sud)
- Daikon to ninjin, regia di Minoru Shibuya (Giappone)
- Day Is Done, regia di Thomas Imbach (Svizzera)
- Dom, regia di Zuzana Liová (Repubblica Ceca, Slovacchia)
- Dreileben, regia di Christoph Hochhäusler, Christian Petzold, Dominik Graf
- Eine Serie von Gedanken, regia di Heinz Emigholz (Germania)
- De engel van Doel, regia di Tom Fassaert (Paesi Bassi, Belgio)
- E-love, regia di Anne Villacèque (Francia)
- En terrains connus, regia di Stéphane Lafleur (Canada)
- Fit, regia di Hirosue Hiromasa (Giappone)
- Folge Mir, regia di Johannes Hammel (Austria, Svizzera, Slovacchia)
- Gendai-jin, regia di Minoru Shibuya (Giappone)
- Halaw, regia di Sheron R. Dayoc (Filippine)
- Hevunzu sutôrî, regia di Takahisa Zeze (Giappone)
- Himmel und Erde, regia di Michael Pilz (Austria)
- Hi-so, regia di Aditya Assarat (Thailandia)
- Honjitsu kyûshin, regia di Minoru Shibuya (Giappone)
- Jagadangchak: Shidaejeongshin kwa hyeonshilchamyeo, regia di Sun Kim (Corea del Sud)
- Karen llora en un bus, regia di Gabriel Rojas Vera (Colombia)
- Kazoku X, regia di Kôki Yoshida (Giappone)
- Kojin kojitsu, regia di Minoru Shibuya (Giappone)
- Looking for Simon, regia di Jan Krüger (Germania, Francia)
- Made in Poland, regia di Przemyslaw Wojcieszek (Polonia)
- Les mains libres, regia di Brigitte Sy (Francia)
- Man-choo, regia di Kim Tae-yong (Corea del Sud, Hong Kong, USA, Cina)
- El mocito, regia di Jean de Certeau e Marcela Said (Cile)
- Mozu, regia di Minoru Shibuya (Giappone)
- Nesvatbov, regia di Erika Hníková (Repubblica Ceca, Slovacchia)
- Ocio, regia di Alejandro Lingenti e Juan Villegas (Argentina)
- Oro rosso (Talaye sorkh), regia di Jafar Panahi (Iran)
- Osmdesát dopisu, regia di Václav Kadrnka (Repubblica Ceca)
- Os Residentes, regia di Tiago Mata Machado (Brasile)
- Patang, regia di Prashant Bhargava (India, USA)
- Poo kor karn rai, regia di Thunska Pansittivorakul (Thailandia, Germania)
- Seigiha, regia di Minoru Shibuya (Giappone)
- Seikai gûdo mooningu!!, regia di Satoru Hirohara (Giappone)
- Silver Bullets, regia di Joe Swanberg (USA)
- Sin yan, regia di Dante Lam (Hong Kong)
- Sleepless Nights Stories, regia di Jonas Mekas (USA)
- State of Violence, regia di Khalo Matabane (Francia, Sudafrica)
- Submarine, regia di Richard Ayoade (Regno Unito, USA)
- Swans, regia di Hugo Vieira da Silva (Germania, Portogallo)
- Territoire perdu, regia di Pierre-Yves Vandeweerd (Belgio, Francia)
- Traumfabrik Kabul, regia di Sebastian Heidinger (Germania)
- Twenty Cigarettes, regia di James Benning (USA)
- Unter Kontrolle, regia di Volker Sattel (Argentina, Germania)
- Utopians, regia di Zbigniew Bzymek (USA)
- Viva Riva!, regia di Djo Munga (Repubblica Democratica del Congo, Francia, Belgio)
- Yopparai tengoku, regia di Minoru Shibuya (Giappone)

### Generation
- À pas de loup, regia di Olivier Ringer (Belgio, Francia)
- Apflickorna, regia di Lisa Aschan (Svezia)
- Bad o meh, regia di Mohammad-Ali Talebi (Iran)
- Blokes, regia di Marialy Rivas (Cile)
- Calle última, regia di Marcelo Martinessi (Paraguay)
- Chalk, regia di Martina Amati (Regno Unito)
- Chica XX Mujer, regia di Isabell Suba (Germania)
- El chico que miente, regia di Marité Ugas (Venezuela)
- Crossing Salween, regia di Brian O'Malley (Irlanda)
- Dimanche, regia di Patrick Doyon (Canada)
- The Dynamiter, regia di Matthew Gordon (USA)
- Ebony Society, regia di Tammy Davis (Nuova Zelanda)
- Ensolarado, regia di Ricardo Targino (Brasile)
- Frit fald, regia di Heidi Maria Faisst (Danimarca)
- Un gatto a Parigi (Une vie de chat), regia di Jean-Loup Felicioli e Alain Gagnol (Francia, Belgio)
- Get Real!, regia di Evert de Beijer (Paesi Bassi)
- Ghesseh-haye yek khati, regia di Behzad Farahat (Iran)
- Go the Dogs, regia di Jackie van Beek (Nuova Zelanda)
- Il grande orso (Den kæmpestore bjørn), regia di Esben Toft Jacobsen (Danimarca)
- Griff the Invisible, regia di Leon Ford (Australia)
- Der Grosse Bruder, regia di Elisabeth Hüttermann e Jesús Pérez (Svizzera)
- Hadikduk HaPnimi, regia di Nir Bergman (Israele)
- I Am Round, regia di Mario Adamson (Svezia)
- Jenny, regia di Ingvild Søderlind (Norvegia)
- Jess + Moss, regia di Clay Jeter (USA)
- Jutro bedzie lepiej, regia di Dorota Kedzierzawska (Polonia)
- Keeper'n til Liverpool, regia di Arild Andresen (Norvegia)
- Khane Fatemeh Kojast?, regia di Fereydon Najafi (Iran)
- Knerten gifter seg, regia di Martin Lund (Norvegia)
- Kuchao, regia di Masaki Okuda (Giappone)
- Land of the Heroes, regia di Sahim Omar Kalifa (Belgio, Iraq)
- The Last Norwegian Troll, regia di Pjotr Sapegin (Norvegia, Svezia)
- The Legend of Beaver Dam, regia di Jerome Sable (Canada, USA)
- Lily, regia di Kasimir Burgess (Australia)
- Mabul, regia di Guy Nattiv (Israele)
- Las malas intenciones, regia di Rosario Garcia-Montero (Perù, Argentina, Germania)
- Manurewa, regia di Sam Peacocke (Nuova Zelanda)
- Minnie Loves Junior, regia di Andy Mullins e Matthew Mullins (Australia)
- Mit dem Bauch durch die Wand, regia di Anka Schmid (Svizzera)
- Mokhtar, regia di Halima Ouardiri (Canada, Marocco)
- On the Ice, regia di Andrew Okpeaha MacLean (USA)
- Il palloncino bianco (Badkonake sefid), regia di Jafar Panahi (Iran)
- Pashmaloo, regia di Ana Lily Amirpour (USA, Iran)
- Pig, regia di Tom McKeith (Australia)
- Il primo amore di Anne (Jørgen + Anne = sant), regia di Anne Sewitsky (Norvegia)
- Rabenjunge, regia di Andrea Deppert (Germania)
- Red Dog, regia di Kriv Stenders (Australia, USA)
- Sabeel, regia di Khalid Al-Mahmood (Emirati Arabi Uniti)
- Sampaguita, National Flower, regia di Francis Xavier Pasion (Filippine)
- Skyskraber, regia di Rune Schjøtt (Danimarca)
- Stadt Land Fluss, regia di Benjamin Cantu (Germania)
- De sterkste man van Nederland, regia di Mark de Cloe (Paesi Bassi)
- Street Kids United, regia di Tim Pritchard (Regno Unito, Sudafrica)
- Thomas, regia di Alex Winckler (Regno Unito)
- Tides to and Fro, regia di Ivan Maksimov (Russia)
- Tord och Tord, regia di Niki Lindroth von Bahr (Svezia)
- Under the Hawthorn Tree (Shan zha shu zhi lian), regia di Zhang Yimou (Cina)
- Wapawekka, regia di Danis Goulet (Canada)
- West Is West, regia di Andy De Emmony (Regno Unito)
- Ziluks, regia di Dace Riduze (Lettonia)

### Perspektive Deutsches Kino
- Der Albaner, regia di Johannes Naber (Germania, Albania)
- Die Ausbildung, regia di Dirk Lütter (Germania)
- Dígame, regia di Josephine Frydetzki (Germania, Argentina, Francia)
- Ein Sommer voller Türen, regia di Stefan Ludwig (Germania)
- Eisblumen, regia di Susan Gordanshekan (Germania)
- Kamakia - Die Helden der Insel, regia di Jasin Challah (Germania)
- Kampf der Königinnen, regia di Nicolas Steiner (Svizzera, Germania)
- Lollipop Monster, regia di Ziska Riemann (Germania)
- Der Preis, regia di Elke Hauck (Germania)
- Rotkohl und Blaukraut, regia di Anna Hepp (Germania)
- Stuttgart 21 - Denk mal!, regia di Florian Kläger e Lisa Sperling (Germania)
- Utopia Ltd., regia di Sandra Trostel (Germania)
- Vaterlandsverräter, regia di Annekatrin Hendel (Germania)
- Weisst du eigentlich dass ganz viele Blumen blühen im Park, regia di Lothar Herzog (Germania)

### Retrospettiva
- ...Men filmen är min älskarinna, regia di Stig Björkman (Svezia)
- L'adultera (Beröringen), regia di Ingmar Bergman (Svezia, USA)
- Alle soglie della vita (Nära livet), regia di Ingmar Bergman (Svezia)
- A proposito di tutte queste... signore (För att inte tala om alla dessa kvinnor), regia di Ingmar Bergman (Svezia)
- Bilder från lekstugan, regia di Stig Björkman (Svezia)
- Città portuale (Hamnstad), regia di Ingmar Bergman (Svezia)
- Come in uno specchio (Såsom i en spegel), regia di Ingmar Bergman (Svezia)
- Con le migliori intenzioni (Den goda viljan), regia di Bille August (Svezia, Germania, Italia, Francia, Danimarca, Finlandia)
- Crisi (Kris), regia di Ingmar Bergman (Svezia)
- Documento su Fåro (Fårö dokument), regia di Ingmar Bergman (Svezia)
- Documentario su Fåro (Fårö-dokument 1979), regia di Ingmar Bergman (Svezia)
- Donne in attesa (Kvinnors väntan), regia di Ingmar Bergman (Svezia)
- Un'estate d'amore (Sommarlek), regia di Ingmar Bergman (Svezia)
- Fanny & Alexander (Fanny och Alexander), regia di Ingmar Bergman (Svezia, Francia, Germania Ovest)
- Il flauto magico (Trollflöjten), regia di Ingmar Bergman (Svezia)
- La fontana della vergine (Jungfrukällan), regia di Ingmar Bergman (Svezia)
- L'immagine allo specchio (Ansikte mot ansikte), regia di Ingmar Bergman (Svezia, Italia)
- L'infedele (Trolösa), regia di Liv Ullmann (Svezia, Norvegia, Finlandia, Italia, Germania)
- Una lezione d'amore (En lektion i kärlek), regia di Ingmar Bergman (Svezia)
- Luci d'inverno (Nattvardsgästerna), regia di Ingmar Bergman (Svezia)
- Un mondo di marionette (Aus dem Leben der Marionetten), regia di Ingmar Bergman (Germania Ovest, Svezia)
- Monica e il desiderio (Sommaren med Monika), regia di Ingmar Bergman (Svezia)
- Musica nel buio (Musik i mörker), regia di Ingmar Bergman (Svezia)
- L'occhio del diavolo (Djävulens öga), regia di Ingmar Bergman (Svezia)
- L'ora del lupo (Vargtimmen), regia di Ingmar Bergman (Svezia)
- Passione (En passion), regia di Ingmar Bergman (Svezia)
- Persona, regia di Ingmar Bergman (Svezia)
- Piove sul nostro amore (Det regnar på vår kärlek), regia di Ingmar Bergman (Svezia)
- Il posto delle fragole (Smultronstället), regia di Ingmar Bergman (Svezia)
- La prigione (Fängelse), regia di Ingmar Bergman (Svezia)
- Sarabanda (Saraband), regia di Ingmar Bergman (Svezia, Danimarca, Norvegia, Italia, Finlandia, Germania)
- Scene da un matrimonio (Scener ur ett äktenskap), regia di Ingmar Bergman (Svezia)
- Sete (Törst), regia di Ingmar Bergman (Svezia)
- Il settimo sigillo (Det sjunde inseglet), regia di Ingmar Bergman (Svezia)
- Il silenzio (Tystnaden), regia di Ingmar Bergman (Svezia)
- Sinfonia d'autunno (Höstsonaten), regia di Ingmar Bergman (Francia, Germania Ovest, Svezia, Regno Unito)
- Sogni di donna (Kvinnodröm), regia di Ingmar Bergman (Svezia)
- Sorrisi di una notte d'estate (Sommarnattens leende), regia di Ingmar Bergman (Svezia)
- Spasimo (Hets), regia di Alf Sjöberg (Svezia)
- Stimulantia (episodio Daniel), regia di Ingmar Bergman (Svezia)
- Sussurri e grida (Viskningar och rop), regia di Ingmar Bergman (Svezia)
- La terra del desiderio (Skepp till India land), regia di Ingmar Bergman (Svezia)
- L'uovo del serpente (The Serpent's Egg), regia di Ingmar Bergman (USA, Germania Ovest)
- Una vampata d'amore (Gycklarnas afton), regia di Ingmar Bergman (Svezia)
- La vergogna (Skammen), regia di Ingmar Bergman (Svezia)
- Verso la gioia (Till glädje), regia di Ingmar Bergman (Svezia)
- Il volto (Ansiktet), regia di Ingmar Bergman (Svezia)
- Il volto di Karin (Karins ansikte), regia di Ingmar Bergman (Svezia)

### Homage
- Avalon, regia di Barry Levinson (USA)
- Die Flucht, regia di Roland Gräf (Germania Est)
- Fünf Patronenhülsen, regia di Frank Beyer (Germania Est)
- Königskinder, regia di Frank Beyer (Germania Est)
- Lola, regia di Rainer Werner Fassbinder (Germania Ovest)
- Music Box - Prova d'accusa (Music Box), regia di Costa-Gavras (USA)
- La promessa dell'assassino (Eastern Promises), regia di David Cronenberg (USA, Canada, Regno Unito)
- Raccolto amaro (Bittere Ernte), regia di Agnieszka Holland (Germania Ovest)
- Shine, regia di Scott Hicks (Australia)
- Taxisti di notte (Night on Earth), regia di Jim Jarmusch (USA, Regno Unito, Giappone, Francia, Germania)
- Utz, regia di George Sluizer (Germania, Italia, Regno Unito)

### Culinary Cinema
- El camino del vino, regia di Nicolás Carreras (Argentina)
- The Cow Who Wanted to Be a Hamburger, regia di Bill Plympton (USA)
- Divine Pig, regia di Hans Dortmans (Paesi Bassi)
- Doenjang, regia di Lee Seo-goon (Corea del Sud)
- Ehrfurcht vor dem Leben... lasst uns über das Töten reden, regia di Bertram Verhaag (Germania)
- Jiro e l'arte del sushi (Jiro Dreams of Sushi), regia di David Gelb (USA)
- Meshi to otome, regia di Minoru Kurimura (Giappone)
- Perdizione, regia di Maurizio Mazzotta (Italia)
- The Perfect Oyster, regia di Craig Noble (Canada)
- The Pipe, regia di Risteard O'Domhnaill (Irlanda)
- Plastic Bag, regia di Ramin Bahrani (USA)
- Le quattro volte, regia di Michelangelo Frammartino (Italia, Germania, Svizzera)
- Slippery Slope, regia di Lisa Seidenberg (USA)
- Sunday Menu, regia di Liesl Nguyen (Germania)
- Taste the Waste, regia di Valentin Thurn (Germania)
- Unser Garten Eden, regia di Mano Khalil (Svizzera)

## Premi

### Premi della giuria internazionale
- Orso d'oro per il miglior film: Una separazione di Asghar Farhadi
- Orso d'argento per il miglior regista: Ulrich Köhler per Schlafkrankheit
- Orso d'argento per la migliore attrice: tutto il cast femminile di Una separazione
- Orso d'argento per il miglior attore: tutto il cast maschile di Una separazione
- Orso d'argento per la migliore sceneggiatura: Joshua Marston e Andamion Murataj per La faida
- Orso d'argento per il miglior contributo artistico:
  - Wojciech Staron per la fotografia di El premio
  - Barbara Enriquez per le scenografie di El premio
- Orso d'argento, gran premio della giuria: Il cavallo di Torino di Béla Tarr e Ágnes Hranitzky
- Premio Alfred Bauer: Wer wenn nicht wir di Andres Veiel

### Premi onorari
- Orso d'oro alla carriera: Armin Mueller-Stahl
- Berlinale Kamera: Lia van Leer, Harry Belafonte, Jérôme Clément, Franz e Rosemarie Stadler

### Premi della giuria "Opera prima"
- Miglior opera prima: On the Ice di Andrew Okpeaha MacLean
- Menzione speciale:
  - Un poliziotto da happy hour di John Michael McDonagh
  - Die Vaterlosen di Marie Kreutzer

### Premi della giuria "Cortometraggi"
- Orso d'oro per il miglior cortometraggio: Paranmanjang di Park Chan-kyong e Park Chan-wook
- Orso d'argento, premio della giuria (cortometraggi): Pu-seo-jin bam di Yang Hyo-joo
- Menzione speciale: Fragen an meinen Vater di Konrad Mühe
- Berlin Short Film Nominee for the European Film Awards: Återfödelsen di Hugo Lilja
- DAAD Short Film Prize: La Ducha di Pepa San Martín

### Premi delle giurie "Generation"
- Children's Jury Generation Kplus
- Orso di cristallo per il miglior film: Keeper'n til Liverpool di Arild Andresen
- Menzione speciale: Mabul di Guy Nattiv
- Orso di cristallo per il miglior cortometraggio: Lily di Kasimir Burgess
- Menzione speciale: Minnie Loves Junior di Andy Mullins e Matthew Mullins

- International Jury Generation Kplus
- Grand Prix per il miglior film: Jutro bedzie lepiej di Dorota Kedzierzawska
- Menzione speciale: Keeper'n til Liverpool di Arild Andresen
- Special Prize per il miglior cortometraggio: Land of the Heroes di Sahim Omar Kalifa
- Menzione speciale: Dimanche di Patrick Doyon

- Youth Jury Generation 14plus
- Orso di cristallo per il miglior film: On the Ice di Andrew Okpeaha MacLean
- Menzione speciale: Apflickorna di Lisa Aschan
- Orso di cristallo per il miglior cortometraggio: Manurewa di Sam Peacocke
- Menzione speciale: Get Real! di Evert de Beijer

### Premi delle giurie indipendenti
- Guild Prize: Wer wenn nicht wir di Andres Veiel
- Peace Film Prize: Jutro bedzie lepiej di Dorota Kedzierzawska
  - Menzione speciale: Una separazione di Asghar Farhadi
- Label Europa Cinemas: Über uns das All di Jan Schomburg
- Premio Caligari: The Ballad of Genesis and Lady Jaye di Marie Losier
- Amnesty International Film Prize: Barzakh di Mantas Kvedaravicius
- Femina Film Prize: Julia Brandes per i costumi di Lollipop Monster
- NETPAC Prize: Hevunzu sutôrî di Takahisa Zeze
  - Menzione speciale: Halaw di Sheron R. Dayoc
- Cinema Fairbindet Prize: Bad o meh di Mohammad-Ali Talebi
- Dialogue en Perspective: Die Ausbildung di Dirk Lütter
- Premio della giuria ecumenica:
  - Competizione: Una separazione di Asghar Farhadi
  - Menzione speciale: La faida di Joshua Marston
  - Panorama: Lo Roim Alaich di Michal Aviad
  - Menzione speciale: Barzakh di Mantas Kvedaravicius
  - Forum: En terrains connus di Stéphane Lafleur
  - Menzione speciale: De engel van Doel di Tom Fassaert
- Premio FIPRESCI:
  - Competizione: Il cavallo di Torino di Béla Tarr e Ágnes Hranitzky
  - Panorama: Dernier étage gauche gauche di Angelo Cianci
  - Forum: Hevunzu sutôrî di Takahisa Zeze
- Premio CICAE:
  - Panorama: Here di Braden King
  - Forum: Amnistia di Bujar Alimani
- Teddy Award:
  - Miglior lungometraggio: Ausente - Assente di Marco Berger
  - Miglior documentario: The Ballad of Genesis and Lady Jaye di Marie Losier
  - Miglior cortometraggio: ex aequo Maya Deren's Sink di Barbara Hammer e Generations di Barbara Hammer e Gina Carducci
  - Premio della giuria: Tomboy di Céline Sciamma
  - Premio dei lettori di Siegessäule: Stadt Land Fluss di Benjamin Cantu
  - Premio speciale: Pieter-Dirk Uys, Evita Bezuidenhout

### Premi dei lettori e del pubblico
- Premio del pubblico - Panorama:
  - Film: También la lluvia di Icíar Bollaín
  - Documentario: Im Himmel, unter der Erde - Der jüdische Friedhof Weißensee di Britta Wauer
- Premio dei lettori del Berliner Mongerpost: Una separazione di Asghar Farhadi
- Premio dei lettori del Tagesspiegel: Nesvatbov di Erika Hníková